# Horns
Horns è un film del 2013 diretto da Alexandre Aja.
La pellicola, con protagonisti Daniel Radcliffe e Juno Temple, è l'adattamento cinematografico del romanzo La vendetta del diavolo del 2010, scritto da Joe Hill, figlio di Stephen King.

## Trama
Ig Perrish si trova in mezzo a un bosco insieme alla sua amata, Merrin Williams. La voce del ragazzo racconta come la vicenda cominciò.
Ig passa un'altra serata a ubriacarsi e si risveglia nel pavimento della sua casa. Fuori dalla residenza ci sono tante persone che lo accusano di essere un omicida per via dell'assassinio di Merrin. Scappando dall'invadenza di tutti i giornalisti, riesce a raggiungere la casa dei suoi genitori, dove abita anche suo fratello Terry. Nel bel mezzo della cena, il padre di Ig, Derrick, gli chiede come stiano andando la causa e il figlio gli risponde che il suo migliore amico, Lee, sta cercando nuove prove per scagionarlo. Tuttavia li informa che lo studio che stava analizzando le prove della scena del delitto è stato distrutto da un incendio.
Dopo un litigio con la madre, che in fondo lo crede colpevole dell'omicidio, e una chiacchierata con Lee che lo rassicura, Ig si dirige in un bar, dove viene invitato ad andarsene perché mette a disagio parecchi suoi clienti. L'unica che gli dimostra affetto è Glenna, una sua amica d'infanzia. A tarda notte avviene una cerimonia per ricordare Merrin, presieduta da suo padre. il padre di Merrin incolpa Ig dell'omicidio della figlia, ignaro che il giovane si è nascosto per ascoltare la cerimonia.
Il giorno dopo, per via di una sbronza, Ig si risveglia scoprendo di aver fatto sesso con Glenna. Andando in bagno scopre qualcosa di inconsueto: un paio di corna stanno diventando sempre più grandi. Parlando con Glenna nota che la ragazza si comporta in maniera molto strana: non si stupisce delle corna e gli chiede il permesso per ogni singola cosa. Ig decide di recarsi all'ospedale per farsi staccare le corna dal dottore. Tuttavia, in sala attesa, una donna gli chiede se può prendere sua figlia a calci, di poter divorziare da suo marito e di voler un uomo di colore per un rapporto sessuale. Successivamente anche la figlia della donna, la commessa alla reception, il dottore e la sua assistente si comportano in maniera molto strana, rivelando i loro peggiori peccati e desideri. Il dottore, obbedendo a un ordine di Ig, è pronto a segargli le corna.
Sotto anestesia Ig ricorda il giorno in cui incontrò Merrin in chiesa, quando i due erano ancora bambini. Lei gli mandava dei messaggi con un codice particolare e gli diede la sua catenina con il simbolo di una croce per aggiustarla. Ig la fa aggiustare da Lee, ma l'amico gli confessa che è attratto da Merrin. Lee, inoltre, salva la vita a Ig da un incidente avvenuto per via di una scommessa col fratello di Glenna. Merrin, nonostante sappia che sia stato Lee ad aggiustare la catenina, ringrazia Ig e i due si fidanzano.
Risvegliato dall'anestesia, Ig scopre che il medico non l'ha operato perché è stato troppo impegnato ad avere un rapporto sessuale con la sua assistente. Si reca a casa dei genitori, dove trova la madre. Quest'ultima, per via dell'effetto che le corna hanno con le persone che si avvicinano al ragazzo, dice al figlio che non lo vuole più come un membro della sua famiglia e che se ne vada il più lontano possibile insieme ai suoi problemi. Derrick, invece, confessa a Ig che era profondamente innamorato di Merrin e che lo crede un assassino. Ig crede che le corna abbiano un potere su tutte le persone che si avvicinano a lui, ma si ricrede quando incontra Lee, deducendo che i poteri ricevuti non funzionano con le persone buone.
Ig decide di usare le corna a suo favore scoprendo l'identità del vero assassino di Merrin. Si reca in un bar e chiede a tutti i presenti di rivelargli la verità. Un uomo gli dice che un suo amico ha un testimone che l'ha visto rapire e uccidere Merrin, e questo testimone è la cameriera che ha servito al tavolo dei due innamorati la notte in cui la ragazza è stata uccisa. Ig ricorda molto bene quella sera: voleva chiedere a Merrin di sposarlo, ma arrivato il momento della dichiarazione la ragazza gli rivela di non amarlo più e di avere una storia con un altro uomo. Ig, indignato, si comporta in maniera indecente e viene invitato ad andarsene dal bar. Il giorno dopo, i due poliziotti lo ritrovano nella sua macchina e lo accusano dell'assassinio della ragazza.
La cameriera pronta a testimoniare contro Ig non è altro che una bugiarda: ha inventato tutto soltanto per apparire in televisione. L'incontro con Terry farà venire a galla una delle bugie finora rimaste sepolte: Terry voleva accompagnare Merrin a casa, ma la ragazza, dopo che il ragazzo ha cercato di sedurla, è fuggita nel bosco. Il giorno dopo Terry trova nella sua macchina una pietra insanguinata. Ig considera il fratello un traditore e ne parla con Lee, ma aumentano i sospetti anche su di lui: è immune ai poteri delle corna perché è in possesso della collana di Merrin e questo fa presupporre che sia lui l'amante della ragazza. Stanco di tutte le mille bugie, Ig cerca di staccarsi le corna, ma non ci riesce, decide allora di vendicarsi di tutti coloro che avrebbero potuto aiutarlo, ma che si sono rifiutati per codardia.
La prima a subire la sua ira è la cameriera che aveva mentito per diventare famosa. Viene deturpata in volto da dei serpenti. Susseguono i due poliziotti che l'avevano incolpato. Ig rivela la loro vera natura e li incita ad avere un rapporto sessuale. Arriva il turno di Terry. Il ragazzo dovrà convivere con le sensazioni che ha provato Merrin fin a quando non morirà. Infine, Ig incontra Lee e gli strappa la catenina a forma di croce, rivelando la sua vera personalità. Vede alcuni ricordi del ragazzo che cerca di uccidere Merrin dopo che la ragazza lo aveva rifiutato. I due lottano, ma è Lee ad avere la meglio, dando fuoco al ragazzo.
Il giorno dopo tutti credono che Ig sia morto, ma non è affatto così. Nonostante abbia il viso e il corpo ustionato, Ig si dirige dal padre di Merrin. Quest'ultimo crede nella sua innocenza e gli dà una chiave che apparteneva a Merrin e gli consiglia di mettere la sua collanina, rubata a Lee durante la lotta. Appena la indossa, le corna, insieme alle ustioni scompaiono, dimostrando che in realtà erano un dono divino e non demoniaco. La chiave di Merrin, inoltre, apre una cassa in cui, attraverso un messaggio criptato, la ragazza confessa a Ig che era affetta da un tumore ereditario e per questo lo ha lasciato. Merrin non ha mai avuto nessun ragazzo, ha inventato tutto per non permettere a Ig di guardarla morire. Conoscendo la verità, Ig affronta nuovamente Lee. Ad aiutarlo arrivano Terry e uno dei due poliziotti. Tuttavia, il poliziotto viene ucciso e Terry viene ferito. Ig, per sconfiggere l'ex amico, dovrà usare nuovamente le corna, diventando il diavolo in persona. Lee viene ucciso, ma anche Ig muore, per via delle ferite ricevute.

## Produzione
Le riprese del film hanno avuto il via nel settembre 2012 e si sono svolte completamente in Canada, tra le città di Vancouver, Mission e Squamish. Le riprese sono terminate nel dicembre dello stesso anno.
Il ruolo del protagonista Ignatius Perrish fu inizialmente dato all'attore Shia LaBeouf, che però viene poi sostituito da Daniel Radcliffe.

## Distribuzione
La pellicola è stata presentata in anteprima mondiale il 6 settembre 2013 durante il Toronto International Film Festival e successivamente al San Diego Comic-Con International nell'estate del 2014, ed in questa occasione viene diffuso il primo trailer del film.
Il film è stato distribuito nelle sale cinematografiche statunitensi a partire dal 31 ottobre 2014.

## Riconoscimenti
- 2015 - Saturn Awards[8]
  - Candidato per il Miglior film horror